# Arquitectura dels Hoysala
L'arquitectura dels Hoysala és l'estil de les construccions desenvolupades durant els segles xi i XIV sota control de l'Imperi Hoysala, a la regió coneguda avui dia com Karnataka –estat al sud-oest de l'Índia. Estudis sobre l'estil revelen una insignificant influència indoària mentre l'impacte de l'estil del sud de l'Índia és més apreciable. Temples grans i petits que es van edificar durant el segle XIII romanen com a mostra de l'estil arquitectònic d'Hoysala, entre ells: el temple de Txennakesava a Belur, el temple de Hoysaleswara a Halebidu i el temple de Txennakesava a Somanathapura.

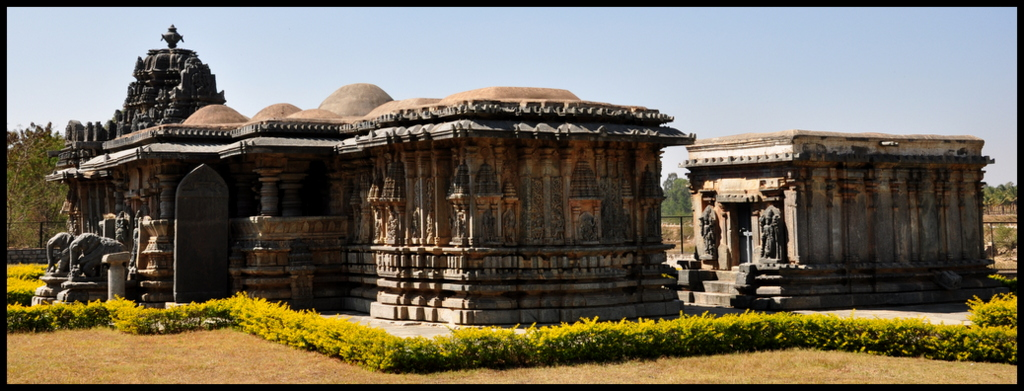
Temple de Bucesvara, a Koravangala.

Una de les principals destinacions turístiques a Karnataka, els temples d'Hoysala ofereixen la possibilitat d'examinar l'arquitectura medieval hindú de la tradició Karnata Dravida. Aquesta tradició va néixer al segle viii sota el patronatge de la dinastia Chalukya de Badami, es va desenvolupar durant el segle XI pels Chalukya occidentals de Basavakalyan i, finalment, es transformà en un estil independent al segle XII, durant el regnat dels Hoysala. Inscripcions en canarès (o kanara) medieval es mostren incisos en pedres dels temples, donant detalls sobre aquests i oferint informació sobra la dinastia dels Hoysala.
Diu Gerard Foekema al prefaci de la Complete Guide to Hoysala temples: «Per a mi, gaudir dels temples de les dinasties Chalukya tardana i Hoysala és un dels grans plaers de la vida. Estimo aquests temples perquè els seus dissenys són lògics i naturals, perquè la seva arquitectura és ingènua, perquè la seva execució és rica...».

## Història

Extensió de l'Imperi Hoysala

La influència d'aquest imperi es trobava en el seu zenit durant el segle XIII, quan dominava el sud de l'altiplà Dècan. Els temples construïts abans de la independència dels Hoysala, a mitjans del segle XII, acusen significativament la influència de l'art de Chalukya occidental, mentre els temples posteriors en retenen alguns aspectes però mostren inventives decoracions i ornamentacions, producte únic dels artesans hoysala.
La vigorosa activitat constructiva de temples de l'Imperi Hoysala es degué als factors socials, culturals i polítics del període. La transformació estilística de la tradició en els temples de Karnata reflecteix els trets religiosos, popularitzats pels filòsofs vaixnavites i virashaivites, i el creixement del poder militar i econòmic dels sobirans d'Hoysala, que desitjaven avançar els seus senyors de Chalukya occidental en mèrits artístics.
Estudis en temps moderns han indicat que mil o mil cinc-centes estructures van ser construïdes pels Hoysala; segons altres autors, registres antics documenten que entre els anys 1000-1346 es van construir 1.500 temples en 958 centres. Prop d'un centenar de temples d'aquest estil han sobreviscut fins avui dia a l'actual estat de Karnataka, majorment en el districte de Malnad, pàtria d'origen dels reis hoysala.
L'estil hoysala és una derivació de l'estil Chalukya occidental, popular als segles x i xi. Les seves construccions religioses es componen de diverses edificacions, són de dimensions diferents i es van aixecar amb pedres tallades; temples, capelles, torres es presenten tant adossades com exemptes i, de vegades, guarden determinades simetries; són profusament adornades amb escultures, tant figuratives com geomètriques, s'ubiquen en zones agrícoles i sovint es troben enjardinades al seu voltant. Segons Percy Brown: «L'arquitectura i l'escultura hoysala són qualificades com un fenomenal esforç de concentració humana, d'habilitat i concentració religiosa»
Encara que l'estil és clarament dravidià, això és, basat únicament en les característiques d'aquest estil arquitectònic, l'arquitectura hoysala és qualificada com un estil independent. Al mateix temps que els Hoysala introduïen característiques innovadores a la seva arquitectura, també incloïen trets manllevats dels primers grans constructors de Karnataka, com la dinastia Kadamba. Aquestes característiques van ser l'ús de l'esquist clorita, talc, com a principal material de construcció,
finestres de pedra calada, molt populars en els temples d'Hoysala, i la presència de vimanes, torres situades sobre el sancta santorum del temple, de patró estelat. (Pot consultar-se el capítol Vocabulari).
Totes aquestes característiques eren populars ja en temps dels governants precedents als Hoysala, els Chalukya occidentals. Una altra característica hoysala hereva de la dinastia Kadamba fou la kadamba shikhara, essent shikhara sinònim de vimana, que consisteix en una torre de construcció piramidal graonada, sense decoració escultural, amb una stupika de coronament al seu damunt, anomenada també kalasha. Segons l'estudiós Kamath: «La característica més destacable de l'arquitectura de la Dinastia Kadamba és el seu shikhara.»
El coneixement dels efectes llum-ombre a les parets tallades va estar arrelat en l'artesania dels escultors hoysala i l'utilitzaren amb el màxim efecte en les escultures col·locades en nombroses fornícules. La mestria dels hoysala amb la pedra ha estat comparada en finesa amb els treballs d'orfebreria i les talles de marfil. Els vestits, l'abundància de joieria i la varietat de pentinats i "tocats" que llueixen les figures esculpides ens donen una idea clara dels estils contemporanis. L'escultura hoysala, en tota la seva riquesa, es presenta com un bon repte per als fotògrafs.

## Temples
Un temple hindú és un lloc de contacte entre déus, o essències divines, i humans. Els temples d'Hoysala es componen de diverses estructures que sorgeixen separadament per a integrar-se en un tot orgànic unificat, en contrast amb els temples del país dels tàmils on les diferents parts cultuals romanen independents.
Malgrat que superficialment són únics, amb les seves pròpies peculiaritats, els temples d'Hoysala s'assemblen estructuralment i exhibeixen caràcters arquitectònics que els distingeixen de les altres arquitectures religioses del sud de l'Índia. Es caracteritzen per una complexa profusió d'escultures decorant cada part del temple, cisellades en esteatita tova –un esquist talcós, material òptim per a intricades talles–, generalment executades per artistes locals.

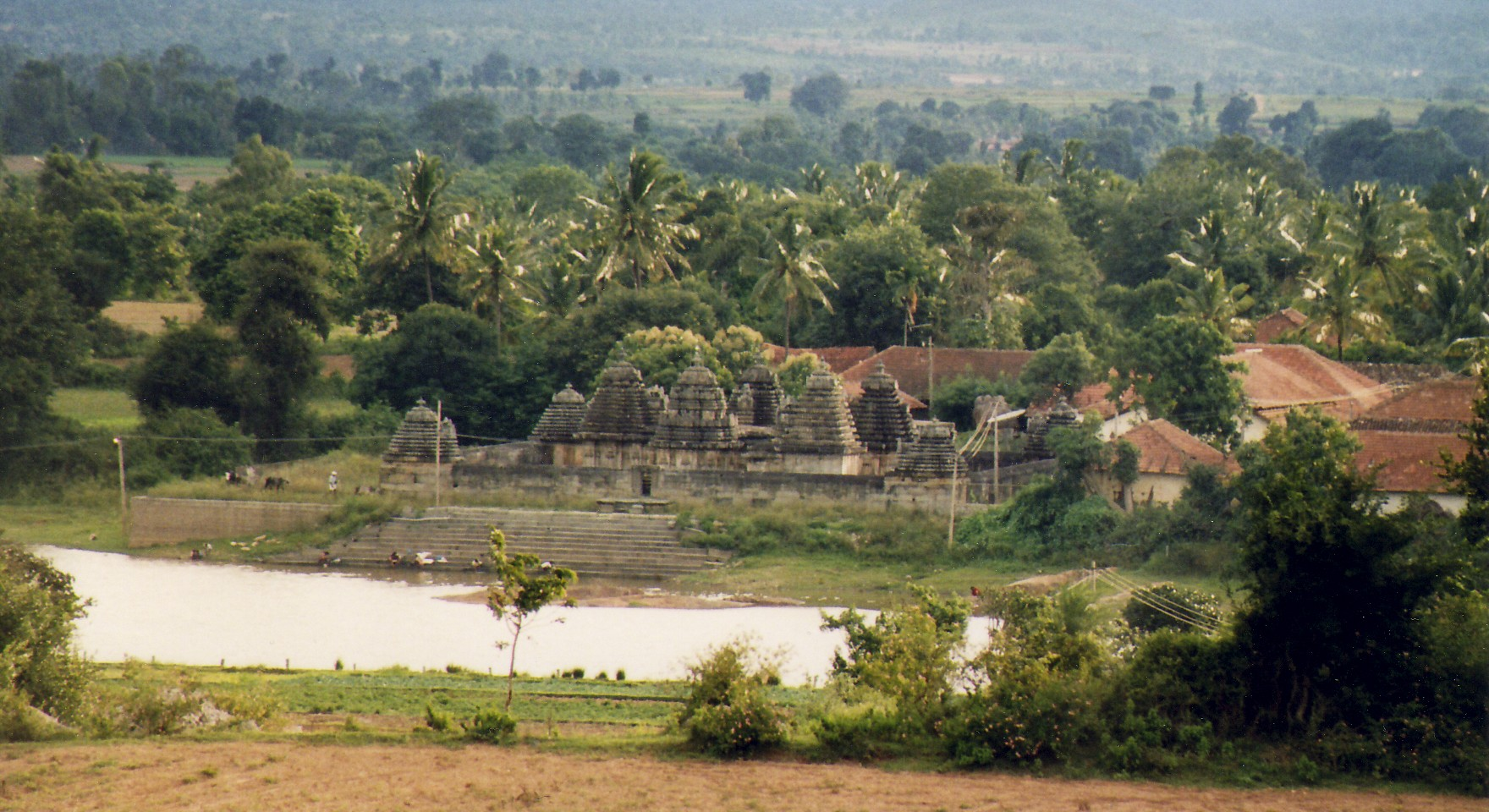
Temple de Lakshmi Devi, a Doddagaddavalli.

El que s'anomena "temple" es refereix, a més de la mateixa edificació, al conjunt d'estructures que integren el recinte que les allotja. En aquest recinte, de vegades protegit per una muralla, s'hi ubiquen divers nombre de santuaris, o temples; el temple de Lakshmi Devi a Doddagaddavalli té cinc santuaris majors als quals s'afegeix un santuari més petit en cada una de les cantonades del complex emmurallat.
Normalment, les diferents dependències del temple es disposen en un eix est-oest; també se'n troben amb planta cruciforme. La seva arquitectura està dissenyada per a permetre l'accés dels devots des de l'exterior, de vegades començant pel pradakshinapatha, "deambulatori" exterior situat sobre el jagati, que rodeja la vimana, fins a arribar a la garbhagriha, on resideix el murti, travessant passadissos ambulatoris i mantapes, que esdevenen tant més sagrats com més a prop de la deïtat es troben.
- Temple de Txennakesava, a Belur.
- Temple de Lakshmi Devi, a Doddagaddavalli.
- Trikuta de Lakshminarasimha, a Nuggihalli.
- Temple de Amrutesvara, a Amruthapura.
- Temple de Veerabhadradev, a Belavadi.
- Temple de Lakshminarayana, a Hosaholalu.

## Elements arquitectònics
- Pilar tornejat amb madanika penjat al seu damunt (Hoysaleshvara, a Halebidu).
- Madanika, o Salabhanjika, (Txennakesava, a Belur).
- Vimana, jagati i mantapa, al fons a la dreta (Txennakesava, a Somanathapura).
- Kalyani, piscina graonada de immersió ritual (Hulikere).
- Entrada al temple (Bucesvara, a Koravangala).
- Seients a l'entrada (Nageshvara (esquerra) i Txennakeshava (dreta), a Mosale).
- Sostre (Txenakesava, a Belur).
- Sostre decorat (Brahmeshvara, a Kikkeri).
- Sostre (Txenakesava, a Belur).

### Vocabulari d'elements

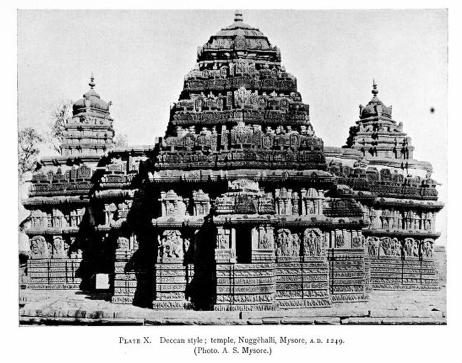
Temple trikuta de Lakshminarasimha, a Nuggihalli, a inicis del segle XX.

- Dvikuta: santuari amb dos garbhagrihes amb sengles vimanes.
- Garbhagriha: "sancta sanctorum", "cel·la", "capella". Es tracta d'una cambra sagrada, situada al lloc més reclòs del temple, on s'exposa una imatge del déu corresponent.
- Gopura: torre monumental a l'entrada d'un temple.
- Hamses: cignes del bestiari hindú.
- Jagati: plataforma enlairada sobre la qual s'edifica el temple.
- Kalasa (o stupika): estructura metàl·lica o de pedra situada al punt culminant del temple sobre la vimana.
- Kalyani: piscina d'immersió ritual amb graons per a accedir-hi.
- Kirthimukha: gàrgoles.
- Madanika: veure salabhanjika.
- Mahamantapa: gran mantapa obert.
- Makaras: animal fantàstic amb la part anterior d'animal terrestre i la posterior d'animal aquàtic amb cua de peix.
- Makaratorana: llinda sobre l'entrada al mantapa; Makara és una bèstia imaginària i torana és una decoració situada en un lloc alt.
- Mantapa: sala o cambra del complex religiós. Pot ser obert o tancat, aquest amb parets fins al sostre.
- Murti: imatge de fusta, pedra o metall que representa una divinitat; la seva gestualitat, proporcions o abillament segueixen patrons dictats per la tradició.
- Pradakshinapatha: deambulatori sobre el jagati que permet als fidels rodejar el temple.
- Salabhanjika (o madanika): figures esculpides situades, enlairades, a les cantonades del temple.
- Sthamba buttalikas: pilars decorats amb influències de l'art Chola.
- Stupika: veure kalasa.
- Sukanasi: També anomenada "nas". Torre baixa sobre el rebedor situat entre el mantapa i la cel·la interior.
- Vimana: Torre situada sobre la garbhagriha. Depenen del nombre de vimanes que tenen, els temples es classifiquen com ekakuta (una), dvikuta (dues), trikuta (tres), txatushkuta (quatre) i pantxakuta (cinc).
- Yallis: Animal fantàstic en forma de lleó amb ullals d'elefant i cua de serp.

### Gopuram

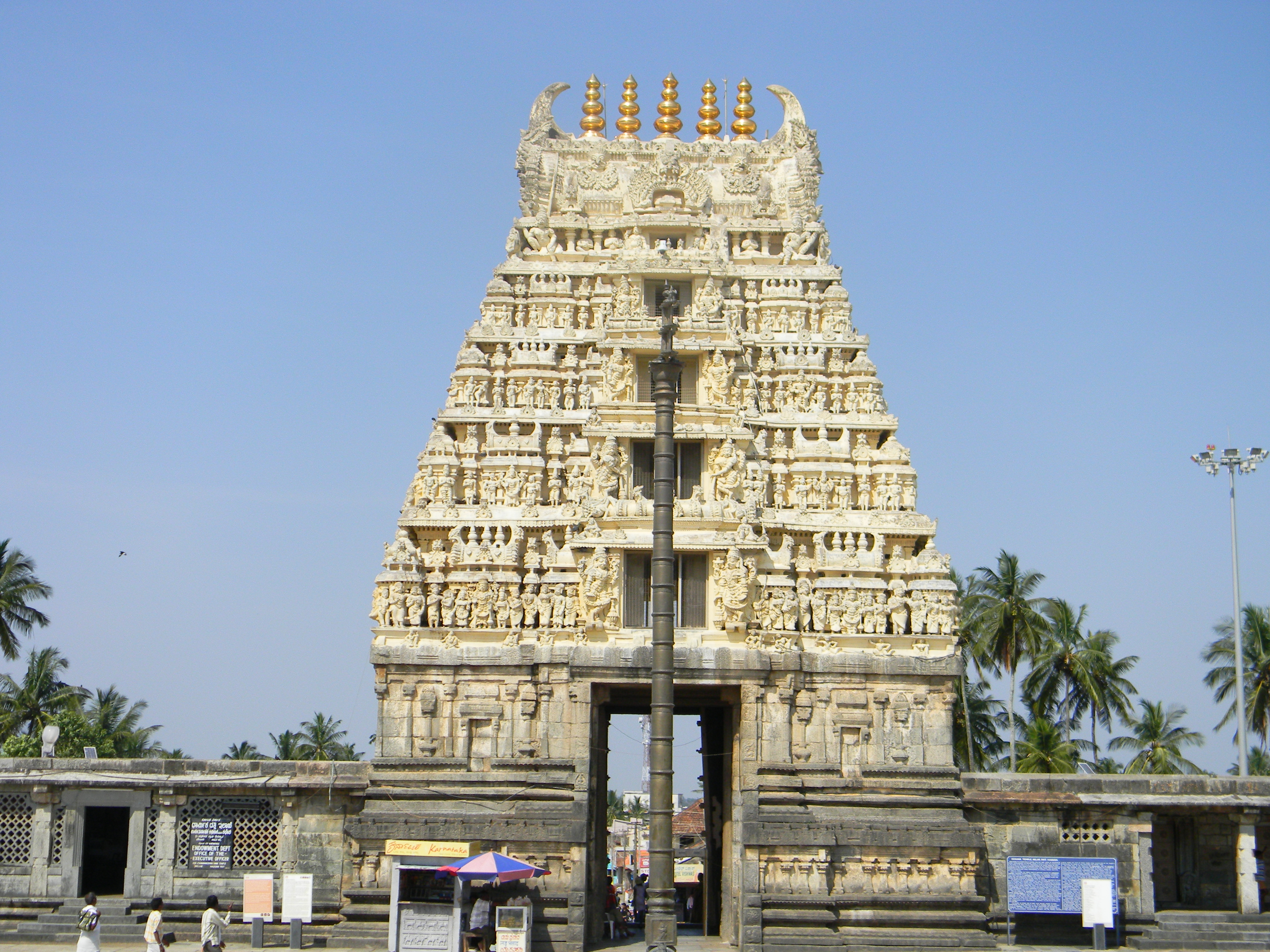
Gorupan del temple Txennakesava, a Halebidu

Els complexos de temples hoysala acostumen a estar protegits per una muralla tot al seu entorn. Aquesta protecció delimita una superfície quadrada o rectangular i al bell mig d'un dels panys de la murada s'obre una porta monumental en forma de torre, anomenada gopuram, que facilita l'accés al recinte; de vegades són quatre els gopurams, ubicats en cadascun dels seus cantons, sempre centrats.
La gopura pren forma d'alta torre esglaonada i es mostra profusament decorada amb escultures; de fet, acostumen a ser més embellides que cap altra part del complex, inclosos els vimanes. D'aquesta manera, per la seva alçada, que en el cas d'Halebidu sobrepassa els 20 metres, i la seva decoració, arriba a eclipsar la magnificència del temple.

### Jagati
- Temple de Lakshminarayana sobre jagati, a Hosaholalu.
- Temple Txennakesava sobre jagati, a Somanathapura.
- Jagati al temple Txenakesava, a Belur.

Sovint, els temples estan construïts sobre plataformes, enlairades vers un metre del terra, anomenades jagati. Aquest element, a més de protegir l'edificació d'inundacions, freqüents al territori, i proporcionar al santuari un aspecte més esvelt, servia com a pradakshinapatha perquè els devots rodegessin el temple mentre visualitzaven escenes relacionades amb les seves creences esculpides a les parets. El jagati, que està unit estructuralment a la resta del temple, segueix un disseny de planta estelada amb les parets del temple seguint el patró de zig-zag, una innovació d'Hoysala. És fàcil trobar en aquests temples un conjunt addicional de graons que des del jagati condueix a un mantapa obert, sense parets; bon exemple d'aquest estil és el temple de Txennakesava a Somanathapura.
Una parella de fornícules, cadascuna amb una deïtat, i una torre en miniatura directament encarada a l'entrada, poden embellir ambdós cantons de l'escalinata que condueix damunt del jagati; això es repeteix en totes les entrades que hi menen. Els devots primer podien completar una volta ritual sobre el jagati començant des de l'entrada principal, caminant cap a la dreta (en sentit de les agulles del rellotge) abans d'entrar al mantapa, seguint els relleus esculpits als panys de parets exteriors del temple, que mostren escenes religioses, mitològiques i èpiques de la tradició hindú seqüenciades cronològicament.
En temples amb dos o més vimanes, aquests poden descansar sobre un jagati, bé junts, bé separats, o sobre diversos. Els temples que no estan situats sobre d'un jagati poden tenir una graonada, que mena del terra al mantapa o "pronaos", flanquejat per un ampit decorat amb elefants a ambdós costats. Exemples de temple sense la plataforma elevada són els temples de Amrutesvara, a Amruthapura, i de Bucesvara, a Korvangla.

### Mantapa
El mantapa és la sala, a l'interior o a l'exterior del temple, adossada o no a aquest, de vegades en forma de porxada, on grups de gent es reuneixen durant les pregàries. La seva entrada normalment té una llinda molt ornada anomenada makaratorana –makara és una bèstia imaginària i torana és una decoració situada en un lloc alt. Alguns dels temples d'Hoysala tenen un "pronaos" que menen al mantapa; aquests "pronaos" acostumen a estar dotats de bancs de pedra adossats als cantons, el seu sostre és sostingut per pilars tornejats, sovint de forma circular o acampanada que, de vegades, eren tallats amb estries més profundes i modelats amb motius decoratius.
En l'estil usat en la majoria dels temples d'Hoysala, la planta del mantapa pren forma d'una sala quadrada, o rectangular quan s'hi afegeix un "pronaos", amb quatre columnes al centre que formen nou intercolumnis amb els situats al perímetre. Les parets, amb semicolumnes adossades que suporten els extrems de la teulada, solen tenir ampits, el qual permet l'entrada de molta llum que fa ben visibles els detalls de les escultures. El sostre del mantapa està format per una cúpula i conté representacions escultòriques d'escultures mitològiques i florals, motius indígenes i decoracions geomètriques. El temple d'Amrutesvara al districte de Txikmagalur té quaranta-vuit cúpules al mahamantapa –gran sala oberta.
És normal que el mantapa obert –amb parapets–, que serveix de sala exterior, en els grans temples menin a un mantapa interior, petit i tancat, des del qual hom s'acosta al santuari. Els mantapes oberts tenen àrees amb seients fets de pedra que utilitzen com a respatllers el mateix parapet de la paret; els seients segueixen el mateix disseny quadrat esglaonat de l'ampit. El mantapa obert és la part més espaiosa del temple i acollia grans congregacions de gent; aquí el sostre és sustentat per nombrosos pilars que originen molts intercolumnis; fins i tot el més petits mantapes arriben a tenir tretze intercolumnis.
El mantapa tancat –amb les parets fins al sostre–, ben decorat per dins i per fora, és més gran que el vestíbul que el connecta amb la capella i té quatre columnes tornejades que sostenen el seu sostre, les cúpules del qual poden ser força profundes. Les quatre columnes formen nou intercolumnis a la sala, cadascun dels quals finament decorat. Els temples més petits solen estar compostos només per un mantapa tancat i la garbhagriha. Les gelosies de pedra col·locades entre els pilars perimetrals per filtrar la llum són un element característic de l'estil hoysala.
Un porxo adorna l'entrada al mantapa tancat, amb el cobricel sustentat per dues semicolumnes i dos parapets, tot profusament decorat. Aquest mantapa es comunica amb la cel·la mitjançant un rebedor, una peça quadrada que també pot connectar altres capelles; els seus paraments exteriors són ben decorats però, com el rebedor no és gaire gran, no sol ser una part massa conspícua del temple. El rebedor té una mena de torre baixa anomenada sukanasi o "nas" sobre la qual està instal·lat l'emblema dels Hoysala. A Belur i a Halebidu, aquestes escultures són més grans i es col·loquen en totes les portes.
Els mantapa interiors o exteriors, tancats o oberts, tenen pilars circulars tornejats, herència dels Chalukya occidentals, És característic dels Hoysala, però, afegir quatre suports al damunt de cada pilar; sobre cada suport reposa una, o més d'una, figura esculpida anomenada salabhanjika o madanika. Els pilars poden exhibir delicades talles a la seva superfície i no n'hi ha dos d'iguals. És possible, segons Sastril, que els hoysala encoratgessin diferents grups d'artistes a executar els pilars i que aquests grups entressin en competició per produir pilars únics Així és com l'art dels Hoysala difereix quan als seus primers senyors, els Chalukya occidentals, que afegien detalls esculpits a la base circular del pilar i deixaven neta la part superior. Alguns dels pilars tornejats tenen forma acampanada i posseeixen propietats que els fa reflectir la llum, el temple de Parsvanatha Basti a Halebidu n'és un bon exemple; l'eix del pilar és un monòlit que presenta la base acabada com un quadrat i figures ben esculpides embellint la part superior.
- Mantapa amb pilars tornejats (Hoysaleshvara, a Halebidu).
- Mantapa en forma de porxada (Txennakesava, a Somanathapura).
- Mantapa obert al temple jainista, a Halebidu.
- Pany exterior de la pared del mantapa (Brahmeshvara, a Kikkeri).
- Llinda esculpida sobre l'entrada del mantapa (Txennakesava, a Belur).
- Sostre de mantapa (Nageshvara, a Mosale).

### Garbhagriha
El garbhagriha, que es tradueix en "úter" i també s'anomena "cel·la", és el focus espiritual d'un temple, el sancta sanctorum on resideix la imatge de la deïtat consagrada, el murti. Es troba centrada en l'eix, generalment est-oest, del temple i quan aquest és de planta cruciforme, ocupa la intersecció dels eixos. En els santuaris que disposen de vimana aquesta cambra se situa just al seu dessota.
El fidel accedeix a la porta del garbhagriha, per a veure el murti, travessant passadissos ambulatoris de circumval·lació i mantapes, àmbits que s'esdevenen tant més sagrats com més a prop de la deïtat es troben. La cel·la, normalment sense finestres, apareix ombrívola amb la intenció de concentrar l'atenció del devot en la divinitat que s'hi venera; el fidel, però, no podrà accedir al seu interior, restringit als sacerdots que hi professen el culte.
- Vimana que allotja la garbhagriha (Bucesvara, a Koravangala).
- Guardians de la Garbhagriha (Brahmeshvara, a Kikkeri).
- Garbhagriha al fons del mantapa (Hoysaleswara, a Halebidu).
- Porta de garbhagriha (Hoysaleswara, a Halebidu).
- Sostre de la garbhagriha (Txennakesava, a Mosale).
- Deïtat a l'interior de la garbhagriha (Txenakesava, a Mosale).

### Vimana
La vimana, o shikara, és la torre que corona la garbhagriha, la més sagrada de les capelles on resideixen les imatges del déus presidint l'espai. La vimana sovint és sensiblement diferent per la part interior i per l'exterior; mentre a l'interior la cambra pot ser plana i quadrada, l'exterior sol estar profusament decorat i prendre forma estelada o com espais fraccionats, o com una combinació d'ambdós, que li proporcionen molts sortints i entrants, que semblen multiplicar-se quan la llum hi incideix. Cada sortint i entrant, posseeix una articulació decorativa completa, que és rítmica i repetitiva, i està composta per carreus i motllures que desdibuixen el perfil de la torre.
Segons el nombre de capelles i, per tant, en el nombre de vimanes, els temples es classifiquen com ekakuta (una), dvikuta (dues), trikuta (tres), txatushkuta (quatre) i pantxakuta (cinc). La majoria dels temples dels Hoysala són ekakuta, dvikuta o trikuta. En temples de múltiples capelles, totes les parts essencials estan duplicades per aconseguir un efecte de simetria i d'equilibri. Les capelles menors del temple acostumen a tenir la seva pròpia torre. Hi ha casos en què un temple és trikuta però només té una torre al damunt de la capella principal –al centre de la l'edificació. Així, la terminologia no sempre és precisa. Són un tret comú les capelles més petites adossades a les parets exteriors i cap a fora d'una vimana més gran. En temples dvikuta les vimanes poden estar ubicades sobre el jagati tant l'una al costat de l'altra com en llocs oposats.
El kalasa és un element decoratiu que se situa en el punt més enlairat del vimana i té forma de bell recipient de líquids. Aquest component de la vimana sovint ha estat reemplaçat, a causa de la seva ruïna, per un pinacle metàl·lic. Sota la kalasa es troba una estructura molt esculpida que sembla una cúpula, formada per grans blocs de pedra, que sembla un casc. La planta de la vimana acostuma a fer uns 4 m² i segueix la forma de la capella. Sota aquesta estructura hi ha sostres amb voltes, en una planta quadrada, totes més petites que la principal i coronades per petites kalases. Aquests sostres es barregen amb altres petits de formes diferents i ornamentades. La torre de la capella generalment té tres o quatre nivells de filades de sostres decorats mentre la torre al damunt del sukanasi té un nivell menys, fent que la torre sembli una extensió de la torre principal (el "nas"). Un nivell de sostre decorat corre pel damunt de la paret d'un mantapa tancat per sobre dels pesants ràfecs d'un mantapa obert i per sobre els porxos.
Per sota la superestructura de la vimana hi ha els voladís del temple projectant-se mig metre de la paret. Per sota els ràfecs es poden trobar dos esquemes decoratius diferents, depenent que el temple es construís a l'inici o al final del període de l'imperi. En els primers temples, construïts amb anterioritat al segle XIII, hi ha un ràfec i sota d'ell torres en miniatura decorades. Per sota d'aquestes torretes hi ha un panell de deïtats hindús amb els seus assistents i, a continuació, un conjunt de cinc diferents motllures que formen la base de la paret. En els darrers temples es troba un segon ràfec, corrent prop d'un metre per sota els ràfecs més alts, amb torres en miniatura decorades col·locades entre elles. Les imatges dels déus a la paret estan per sota els ràfecs més baixos, seguides per sis diferents motllures de la mateixa mida. Això és anomenat generalment "tractament horitzontal".
Les sis motllures a la base estan dividides en dues seccions. Començant per la inferior, la primera capa conté una processó d'elefants, pel damunt de la qual hi ha cavallers i a sobre una banda de fullatge. La segona secció horitzontal té representacions èpiques hindús i escenes del Puranic –text religiós amb genealogies de déus, herois, sagues, i descripcions de la cosmologia, filosofia i geografia hindú– executades amb detall. Pel damunt d'aquestes hi ha dos frisos de yallis –lleons imaginaris amb ullals d'elefant i cua de serp– o makaras –bèstia de l'imaginari amb la part anterior d'animal terrestre i la posterior d'animal aquàtic amb cua de peix– i hamses –cignes. La vimana, en un tret particular de l'arquitectura Hoysala, es divideix en tres seccions horitzontals i és fins i tot més ornat que les parets.
- Escultura a una capella (Veera Narayana, a Belavadi).
- Estructura estelada de vimana (Txenakesava, a Somanathapura).
- Kadamba shikares amb Kalases al damunt (Lakshmi Devi, a Doddagaddavalli).

### Escultura
Els escultors d'Hoysala són famosos pel seu detallisme, aplicat en les representacions d'aspectes de la vida diària, com l'eròtic, i de l'èpica hindú, yallis, deïtats, kirthimukha –cara ferotge de monstre amb la boca oberta i ullals enormes. El suport, l'esquist clorita, permet un estil de talla virtuós. Les seves obres paren especial atenció en els detalls precisos; cada aspecte, fins les ungles dels peus, és tractat amb perfeccionisme.
Salabhanjika, un disseny comú a l'escultura hoysala, és una antiga tradició que es remet a l'escultura budista; "Sala" es refereix a l'arbre sala, espècie del gènere shorea i "bhanjika" representa a la donzella casta i pura. En l'estil d'Hoysala, les figures madanika són objectes decoratius ubicats als angles dels murs exteriors dels temples a prop del sostre per tal que els adoradors que circumval·len el temple els puguin veure; fan la funció de figures de suport, en forma de pilars, dins els mantapa. Aquests madanika es van esculpir, de manera aparentment compromesa, en activitats artístiques, com ara músics amb els seus instruments i dansaires. Kirthimukhas, sovint amb cares de dimonis, adornen les torres dels vimanes d'alguns temples. No era estrany que els artistes escultors signessin les seves creacions, el qual facilita bones dades als historiadors.
Els sthamba buttalikas són pilars que mostren traces de l'art Chola dels Chalukyan. Alguns dels artistes que treballaven pels Hoysales devien ser del país Chola, conseqüència de l'expansió de l'imperi cap a les regions de llengua tàmil del sud de l'Índia. La imatge de Mohini –nom de l'únic avatar femení del déu Vishnu, és retratada com la dona fatal, l'encisadora que embogeix els amants i els porta a la perdició– en un dels pilars del mantapa del temple de Txennakesava és un bon exemple de l'art Chola.
Temes de la vida quotidiana són retratats en murals. Trobem representades la manera en què els cavalls duien les regnes, la classe d'estreps que feien servir, la representació de ballarins, músics instrumentistes, i llargues filades d'animals –lleons, elefants– on cap d'ells és idèntic. Potser cap altre temple del país reflecteix més efectivament l'èpica dels Ramayana i Mahabharata –les dues poesies èpiques principals de l'antiga Índia, amb textos religiosos– que el temple de Hoysaleshwara de Halebidu.
L'eròtica va ser un teme que els artistes d'Hoysala tractaren amb discreció, a diferència dels d'altres regions de l'Índia. Aquí no hi ha exhibicionisme i les talles d'escenes eròtiques estan en fornícules, generalment miniaturitzades, fent-los discrets. Aquestes representacions eròtiques s'associen a la pràctica del xactisme, doctrina que considera Xacti, la deessa mare, com a divinitat absoluta. La porta del temple està profusament gravat amb ornaments anomenats makaratorana –makara és una bèstia imaginària– i a cada cantó de la porta s'exhibeixen salabhanjika. Aquestes salabhanjikes són escultures de donzelles sota un arbre en diferents actituds, com ara ballant, arreglant-se o tocant un instrument musical; sovint presenten malucs i pits exagerats, pentinats molt elaborats i joieria abundant.
A banda d'aquestes escultures, es troben esculpides seqüències de l'èpica hindú –principalment del Ramayana i del Mahabharata– seguint un ordre, en direcció de les agulles del rellotge, començant per l'entrada principal; l'ordre de la seqüència és el mateix del sentit en què els fidels fan les seves circumval·lacions dirigint-se a l'espai sagrat a l'interior de l'edifici, el garbhagriha. Representacions mitològiques tals com la de l'heroi èpic Arjuna disparant a peixos, el déu amb cap d'elefant Ganesha, el déu del sol Surya, el déu de la meteorologia i la guerra Indra, i Brahma amb Sarasvati són freqüents. També es veu sovint en aquests temples la deessa Durga, amb diversos braços sostenint armes que altres déus li han atorgat, en el moment de matar un búfal –en "realitat" un dimoni en forma de búfal–, en l'avatar d'Harihara –una fusió de Xiva i Vishnu– sostenint una petxina, una roda i un trident. Molts d'aquests frisos van ser signats pels artesans que els elaboraren i són les obres d'art més antigues signades de l'Índia.
- Llums i ombres al sòcol d'un mantapa (Karnataka, a Belur).
- Elefants a la balustrada del temple de Butxesvara, sense jagati, a Korvangla.
- Sthamba buttalika, influencia Chola (Hoysala, a Belur).
- Pany de paret exterior amb set motllures horitzontals (Txennakesava, a Somanathapura).
- Disseny floral (Txenakesava, a Belur).
- Escultura simbòlica (Txenakesava, a Belur).
- Batalla mitològica (Amrutesvara, a Chikkamagaluru).
- Salabhanjikes al pilar (Hoysaleswara, a Halebidu).
- Escultura historiada a un vimana (Hoysaleswara, a Halebidu).

## Deïtats i herois als temples
L'hinduisme és una combinació de creences sagrades seculars amb rituals i pràctiques periòdiques tradicionals, que han evolucionat al llarg de més de dos mil anys, i encarna un complex simbolisme que combina el món natural i la filosofia. Els temples hindús començaren sent simples santuaris que allotjaven una deïtat i en temps dels hoysales havien evolucionat esdevenint edificis ben articulats en els quals els devots buscaven la transcendència del món diari.
Els temples d'Hoysala no es limitaven a ser usats per membres d'una tradició específica de l'hinduisme i atreien fidels de diferents confessions hindús. Els hoysales acostumaven a dedicar els seus temples al Senyor Xiva o al Senyor Vishnu –dos dels principals déus hindús– però, ocasionalment, escollien una altra deïtat. Als adoradors de Xiva se'ls anomena shaivas (o lingayats) i als de Vishnu, vaishnavas. Mentre el rei Vishnuvardhana i els seus descendents practicaren la fe dels vaishnavas, es constata que la dinastia Hoysala mantingué l'equilibri i l'harmonia construint tants temples dedicats a Xiva com a Vishnu. La majoria d'aquests temples tenen característiques seculars amb temes generals representats a les seves escultures; això es pot observar al famós temple de Txennakesava de Belur dedicat a Vishnu i en el temple de Hoysaleswara de Halebidu dedicat a Xiva. El temple de Txennakesava a Somanathapura és diferent, ja que la seva ornamentació és estrictament vaishnavana. Generalment els temples vaishnavas es dedicaven a Kesava –o Txennakesava, que significa "el bell Vishnu"– mentre uns quants s'advocaven a Lakshminarayana i Lakshminarasimha –ambdós, Narayana i Narasimha, són avatars de Vishnu– amb una representació de Lakshmi, consort de Vishnu, asseguda als seus peus. El temple de Doddagaddavalli Lakshmi Devi (deessa de l'abundància), excepcionalment, no es dedica ni a Vishnu ni a Xiva.
Els temples dedicats a Vishnu són sempre anomenats segons la deïtat. Els temples dedicats a Xiva sovint acaben amb el sufix eshwara ("Senyor de"); per exemple "Hoysaleswara" significa "Senyor de Hoysala". Els temples poden ser anomenats, també, amb el nom del creient que comissionava la seva construcció; una mostra és el temple de Bucesvara a Koravangala, anomenat així pel devot Buci. Els temples Shaiva tenen un lingam de Xiva, amulet de fertilitat i símbol universal de Xiva al santuari. Les més estridents decoracions esculturals són les filades horitzontals als panels dels panys exteriors del temples, d'exquisit detallisme, amb intricades talles d'imatges dels déus, les deesses i els seus assistents.
La derrota de la dinastia de l'oest de Ganges (l'actual sud de Karnataka) pels Chola a inicis del segle XI i l'increment dels seguidors dels hinduismes vaishnava i virashaiva al segle XII es va reflectir en un decreixent interès pel jainisme. Malgrat això, dos notables llocs d'adoració jainista foren construïts en territori dels Hoysala, Shravanabelagola i Kambadahalli, que contenen icones del jainisme tirthankaras, ja que així ho decidiren els seus governants per satisfer les necessitats espirituals i socials de la població jainista, uns quants dels quals havien sobreviscut a Halebidu. També construïren basses d'immersió graonades, anomenades "pushkarni o "kalyani; la piscina a Hulikere n'és un exemple amb les seves dotze capelles menors que contenen diferents deïtats hindús.
Les dues principals deïtats representades als temples d'Hoysala són el Senyor Xiva i el Senyor Vishnu en les seves variades formes i avatars. A Xiva se'l representa normalment amb quatre braços, sostenint un trident i un petit tambor, entre altres emblemes que simbolitzen objectes adorats independentment de les imatges divines als quals estan associats. Qualsevol icona masculina amb aquesta característica representa Xiva, excepte en alguns casos en què una figura femenina, Parvati –la consort de Xiva–, presenta els mateixos atributs. Algunes representacions del Senyor Xiva el mostren en acció, tal com assassinant un dimoni o dansant sobre el cap d'un elefant. Sovint l'acompanya Parvati o el bou Nandi. També pot manifestar-se com Bhairava, una altra de les manifestacions de Xiva, que representa l'aniquilació.
Una figura masculina representada que sosté diversos objectes, com una petxina –símbol d'eternitat i d'espais celestials– i una roda –símbol dels temps eterns i del poder destructiu–, és Vishnu. Si una figura femenina és representada amb aquests símbols, s'entén que és la seva consort, Lakshmi. En totes les representacions Vishu sosté quatre objectes: una petxina, una roda, un lotus i una maça. Els pot dur a qualsevol de les diverses mans que té, fen possible vint-i-quatre combinacions diferents i, conseqüentment, vint-i-quatre formes de Vishnu, cadascuna amb el seu nom propi. A part d'aquestes formes, Vishnu és representat en qualsevol dels seus deu avatars, inclòs el déu assegut sobre Anantha –la serp celestial i guardiana de l'energia vital–, Vishnu amb Lakshmi asseguda en la seva falda (Lakshminarayana), amb cap de lleó esbudellant un diable a la seva falda (Lakshminarasimha), amb cap de verro caminant sobre un dimoni (Varaha), en l'avatar Krishna, com un bou interpretant la venu –flauta travessera de tradició karnataka– (Venugopala), ballant sobre el cap de la serp Kaliya, pujant un turó –com el Govardhana–, amb els peus sobre el cap d'una petita figura, com Vamana –cinquè avatar del déu–, amb Lakshmi assegut sobre Garuda –ésser alat mitològic–, o com àliga robant l'arbre parijata (Pandanus fascicularis).
- Xiva (Narasimha, a Belur).
- Bhagadatta lluita amb Bhima en la guerra de Kurukshetra (Belur).
- Garuda (Belur).
- Lakshminarayana (Hoysaleshwara, a Halebidu).
- Xiva, Parvati i Nandi (Hoysaleshwara, a Halebidu).
- Yali (Txenakesava, a Mosale).

## Artesans notables
miniatura|Decoracions exteriors i gelosies (Txennakesava, a Somanathapura).

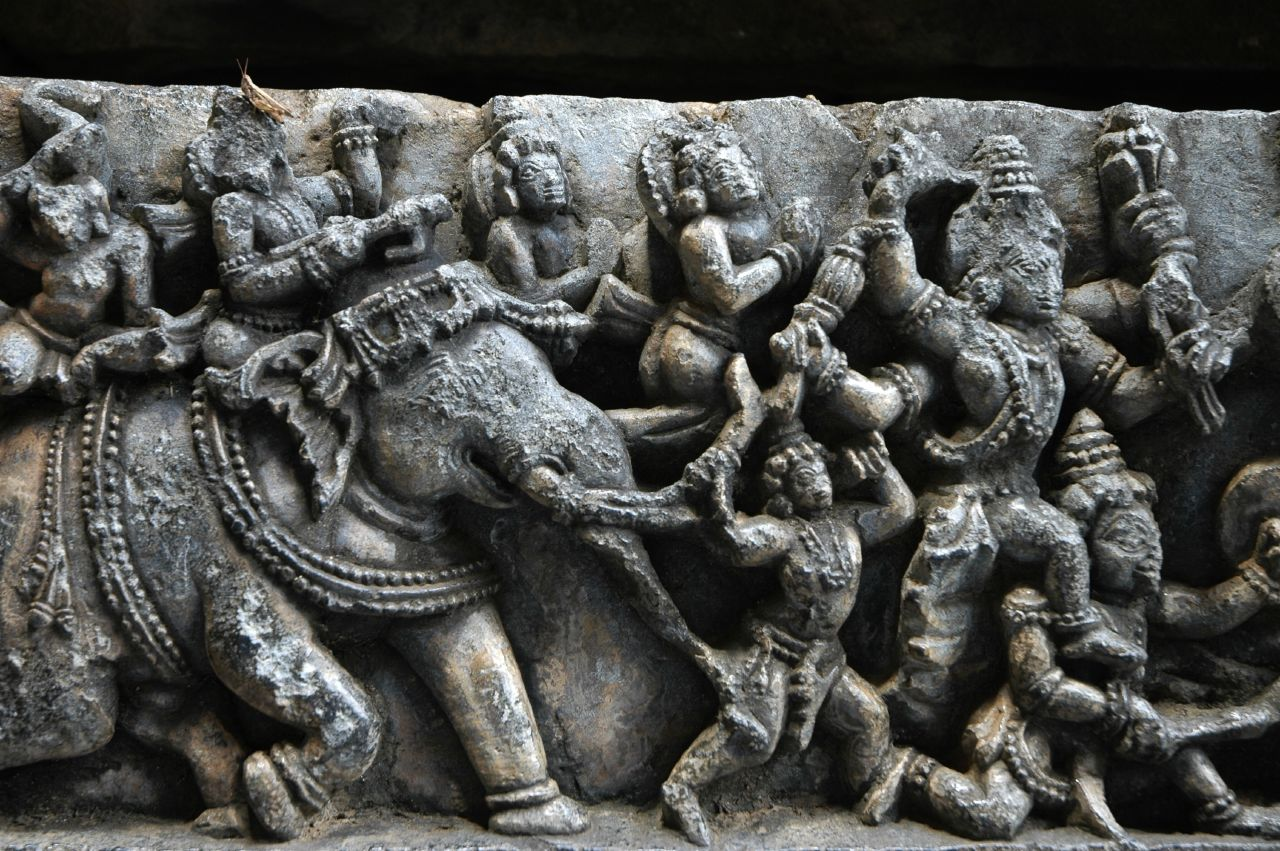
Relleu (Txenakesava, a Belur).

De l'època en què els hoysala se servien de grans arquitectes i escultors en destaquen alguns noms. Contràriament als artesans indis medievals, que van romandre en l'anonimat, els d'Hoysala signaren les seves obres, el qual ha proporcionat als estudiosos detalls fascinants sobre les seves vides, famílies, gremis... A part d'escultors i arquitectes, els membres d'altres gremis, com joiers, talladors de marfil, ebenistes, argenters, també contribuïren a l'embelliment dels temples. Els artesans procedien de diferents indrets i entre ells hi havien professionals locals reconeguts.
Alguns dels més prolífics són: Amarashilpi Jakanatxari, nadiu de Kaidala, al districte de Tumkur, que també construí temples pels Chalukya occidentals; Ruvari Malithamma construí el temple de Txennakesava a Somanathapura, al districte de Mysore, i va col·laborar en altres quaranta monuments, inclòs el temple de Amruteshwara a Amruthapura; Malithamma s'especialitzà en ornamentacions i treballà durant sis dècades, normalment signava les seves escultures amb el renom "Malli", o simplement "Ma"; Dasoja i el seu fill Txavana, procedents de Balligavi van ser els arquitectes del temple de Txennakesava a Belur, i Kedaroja era l'arquitecte en cap del temple de Hoysaleswara a Halebidu. Les seves influències poden observar-se en altres temples construïts pels Hoysala. Altres noms que apareixen són Maridamma, Baicoja, Caudaya, Nanjaya i Bama, Malloja, Nadoja, Siddoja, Masanithamma, Txameya i Rameya, i artistes del país Tamil, com Pallavatxari i Cholavatxari.

## Temples notables
Exemples de la mestria de les construccions de l'estil són: el temple de Veera Narayana a Belavadi; el temple de Amrutesvara a Amruthapura; el temple de Lakshminarayana a Hosaholalu; el temple de Ishvara a Arsikere, i el temple de Lakshmi Narasimha a Nuggehalli.
A la taula s'assenyalen els més famosos temples fets edificar pels Hoysala.
| Deitat             | Localització    | Any       | Rei               |
| ------------------ | --------------- | --------- | ----------------- |
| Lakshmi Devi       | Doddagaddavalli | 1113      | Vishnuvardhana    |
| Txennakesava       | Belur           | 1117      | Vishnuvardhana    |
| Chennigaraya       | Belur           | 1117      | Vishnuvardhana    |
| Txennakesava       | Anekere         | 1119      | Vishnuvardhana    |
| Hoysaleswara       | Halebidu        | 1120      | Vishnuvardhana    |
| Parsvanatha        | Halebidu        | 1120      | Vishnuvardhana    |
| Adinatheshvara     | Halebidu        | 1120      | Vishnuvardhana    |
| Shanthinatheshvara | Halebidu        | 1120      | Vishnuvardhana    |
| Txennakesava       | Hullekere       | 1163      | Narasimha I       |
| Txennakesava       | Arakere         | Segle XII | Narasimha I       |
| Rameshwara         | Arakere         | Segle XII | Narasimha I       |
| Brahmeshwara       | Kikkeri         | 1171      | Narasimha I       |
| Bucheshvara        | Koravangala     | 1173      | Veera Ballala II  |
| Amruteshwara       | Amruthapura     | 1196      | Veera Ballala II  |
| Nageshvara         | Mosale          | 1200      | Veera Ballala II  |
| Viranarayana       | Belavadi        | 1200      | Veera Ballala II  |
| Chennakesava       | Mosale          | 1200      | Veera Ballala II  |
| Kedareshwara       | Halebidu        | 1200      | Veera Ballala II  |
| Ishvara            | Arsikere        | 1220      | Veera Ballala II  |
| Harihareshwara     | Harihar         | 1224      | Vira Narasimha II |
| Panchalingeshwara  | Govindanhalli   | 1230      | Vira Narasimha II |
| Mallikarjuna       | Basaralu        | 1234      | Vira Narasimha II |
| Someshvara         | Haranhalli      | 1235      | Vira Someshwara   |
| Lakshminarasimha   | Haranhalli      | 1235      | Vira Someshwara   |
| Lakshminarasimha   | Nuggehalli      | 1246      | Vira Someshwara   |
| Sadashiva          | Nuggehalli      | 1249      | Vira Someshwara   |
| Lakshminarayana    | Hosaholalu      | 1250      | Vira Someshwara   |
| Lakshminarasimha   | Javagallu       | 1250      | Vira Someshwara   |
| Chennakesava       | Aralaguppe      | 1250      | Vira Someshwara   |
| Txennakesava       | Somanathapura   | 1268      | Narasimha III     |